# Tipula macintyreana
Tipula macintyreana är en tvåvingeart som beskrevs av Alexander 1941. Tipula macintyreana ingår i släktet Tipula och familjen storharkrankar.
Artens utbredningsområde är Ecuador. Inga underarter finns listade i Catalogue of Life.